# 伊德
伊德（法語：Ydes，法語發音：[id]）是法国康塔尔省的一个市镇，位于该省西北部，属于莫里亚克区。

## 地理
伊德（45°20'50"N, 2°26'14"E）面积17.36 平方千米，位于法国奥弗涅-罗讷-阿尔卑斯大区康塔爾省，该省份为法国中南部省份，位于法國中央高原中心，北起科雷兹省、上盧瓦爾省和多姆山省，西接洛特省和科雷兹省，南至阿韦龙省和洛特省，东临上盧瓦爾省和洛泽尔省。
与伊德接壤的市镇（或旧市镇、城区）包括：巴西尼亚克、尚帕尼亚克、马迪克、赛涅、索瓦、沃布雷。

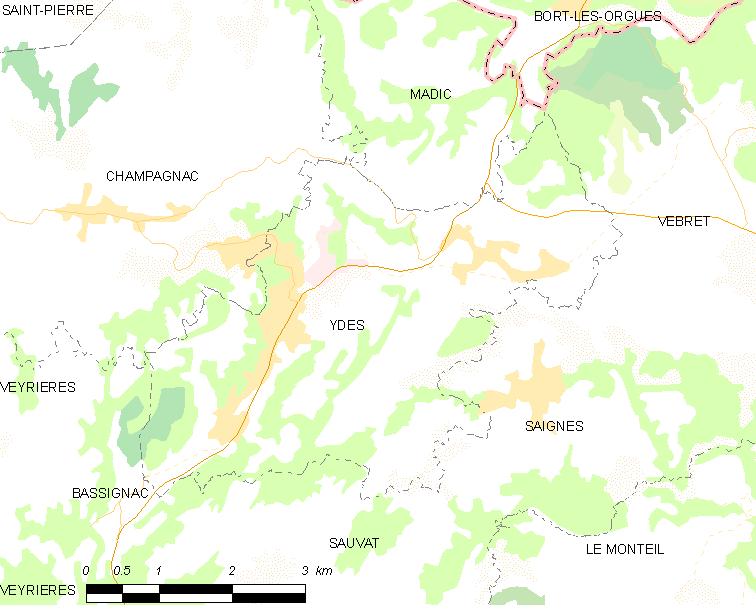
伊德的OSM定位图

伊德的时区为UTC+01:00、UTC+02:00（夏令时）。

## 行政
伊德的邮政编码为15210，INSEE市镇编码为15265。

## 政治
伊德所属的省级选区为伊德县。

## 人口

1962-2008年间伊德人口变化图示

伊德于2022年1月1日时的人口数量为1633人。